# As I Lay Dying / American Tragedy
Heaven Shall Burn & Fall Of Serenity – split-album grup As I Lay Dying oraz American Tragedy, wydany w 2002 roku nakładem Pluto Records.
Utwory grupy As I Lay Dying zostały wydane ponownie w formie reedycji na albumie kompilacyjnym A Long March: The First Recordings w 2006. Ponadto utwory "The Beginning", "The Pain of Separation", "Forever" zostały nagranie ponownie i opublikowane na albumie Frail Words Collapse (2003), zaś utwór "Illusions" na płycie Shadows Are Security (2005).
Oba zespoły zaczerpnęły swoje nazwy od tytułów popularnych w Stanach Zjednoczonych książek: Kiedy umieram (As I Lay Dying) autorstwa Williama Faulknera oraz Tragedia amerykańska autorstwa Theodore'a Dreisera (American Tragedy).

## Lista utworów

### As I Lay Dying
1. "Illusions" - 3:56
2. "The Beginning" - 2:48
3. "Reinvention" - 4:56
4. "The Pain of Separation" - 2:49
5. "Forever" - 4:15

### American Tragedy
6. "-" - 1:13
7. "Choking on a Dream" - 1:48
8. "World Intruded" - 4:05
9. "Spite and Splinter" - 3:11
10. "Porcelain" - 2:03
11. "Moments and in Between" - 5:06

## Twórcy[2]

### Członkowie zespołu As I Lay Dying
- Tim Lambesis – śpiew, producent muzyczny
- Jordan Mancino – perkusja
- Evan White – gitara elektryczna
- Noah Chase – gitara basowa
- Tommy Garcia - gitara, śpiew

### Członkowie zespołu American Tragedy
- Ryan Douglass - gitara, kierunek artystyczny, projekt, pomysł
- Jeff Forest - śpiew, inżynier
- Jonathan Greene - gitara
- Eddie Q - gitara, śpiew
- Justin Greene - perkusja

### Inni
- Brian Cobbel i Eric Shirey - producent muzyczny
- Nolan Brett - mastering
- Brian Cobbel, Eric Shirey - producenci wykonawczy